# Hayley Bowden
Hayley Rose Moorwood, coniugata Bowden (Auckland, 13 febbraio 1984), è un'ex calciatrice neozelandese, di ruolo centrocampista.
Al momento del suo ritiro dall'attività era, con 92 incontri per la Nuova Zelanda, la quinta giocatrice del suo Paese per numero di presenze internazionali.

## Biografia
Diplomata all'Avondale College di Auckland compì gli studi universitari negli Stati Uniti, dapprima al Southwest Baptist College in Missouri e, a seguire, alla Virginia Commonwealth University della cui squadra di calcio fu capitano.
Il 7 aprile 2003, durante il primo anno d'università, aveva esordito nelle Football Ferns, la Nazionale femminile, marcando uno dei 15 goal con cui la squadra batté Samoa in un incontro valido per il campionato oceaniano, competizione in cui le neozelandesi giunsero fino alla finale.
Nel 2005 iniziò la sua carriera di club presso il Lynn-Avon United di Auckland, e prese parte al campionato mondiale 2007 in Cina; fino al 2009 militò in patria per poi trasferirsi in Canada all'Ottawa Fury in W-League e — dopo un breve ritorno in Nuova Zelanda al Fencibles Utd. — in Inghilterra al Chelsea, ingaggio accettato per seguire il suo allora partner (e poi marito) Daniel Bowden, rugbista che aveva firmato un contratto professionistico con i London Irish.
All'epoca Moorwood era capitano delle Football Ferns e nel 2011 prese parte alla sua seconda Coppa del mondo consecutiva; l’anno successivo capitanò la squadra neozelandese al torneo olimpico di calcio a Londra, in cui la squadra raggiunse i quarti di finale.
Nel 2013 fu, sempre in Inghilterra, al Lincoln City e alla fine del torneo prese un periodo di pausa per la gravidanza e la successiva nascita del figlio avuto con Daniel Bowden; riprese a giocare in Giappone nel 2014 a Iwata, ancora una volta nello stesso Paese dove suo marito aveva trovato un ingaggio (presso lo Yamaha Júbilo) e si rimise a disposizione della Nazionale per contribuire al tentativo, poi riuscito, di qualificazione alla Coppa del mondo 2015: la Nuova Zelanda vinse infatti il campionato oceaniano, la cui conquista garantiva l'automatica partecipazione alla rassegna mondiale.
A maggio 2015 Bowden annunciò il termine della sua carriera agonistica dopo 92 incontri internazionali e tre titoli di campione oceaniano.
Con tale numero di incontri vantati, al momento della sua fine attività risultava essere la quinta giocatrice per presenze delle Football Ferns.
Il 31 dicembre 2015, in occasione dei consueti conferimenti annuali, ricevette per i suoi contributi alla disciplina l’onorificenza di membro dell’Ordine al merito della Nuova Zelanda.

## Palmarès
- Coppa delle nazioni oceaniane femminile: 3

Nuova Zelanda: 2007, 2010, 2014